# Aeroporto di Recife-Guararapes-Gilberto Freyre
L'aeroporto Internazionale Guararapes-Gilberto Freyre di Recife (ICAO: REC - IATA: SBRF) è un aeroporto brasiliano, il nono aeroporto per ordine di traffico cargo nel paese. Serve la città di Recife, capitale del Pernambuco. I suoi nomi fanno riferimento alla Battaglia di Guararapes e a Gilberto Freyre.